# Седам чинилаца пробуђења
Седам чинилаца пробуђења (пали: satta bojjhaṅgā, санскрт: sapta bodhyanga) у будизму означавају седам главних психолошка стања која помажу будности. То су:
- свесност (sati),
- истраживање појава (dhamma vicaya),
- енергија (viriya),
- радост (pīti),
- смиреност (passaddhi),
- сабраност (samādhi) и
- спокој (upekkhā).

## Етимологија
Bođđhanga је сложеница начињена од речи bodhi и anga.

## Тумачења
Свесност омогућује да уочимо појаве и истражимо њихове особине. Радост "додаје крила нашим духовним стремљењима", тако да оно није само непрекидна борба. Смиреност обезбеђује одржавање равнотеже док пролазимо неизбежне успоне и падове. Сабраност држи пажњу и енергију усредсређеном, да не скрећемо с пута. Коначно, спокој смирује ометајуће мисли и емоције, чинећи тако ум јасним, а медитацију лакшом.